# Rạch Tra
Rạch Tra là một con sông đổ ra Sông Sài Gòn. Sông có chiều dài 44 km và diện tích lưu vực là km². Rạch Tra chảy qua Thành phố Hồ Chí Minh và tỉnh Tây Ninh.